# Palazobası, Şereflikoçhisar
Palazobası là một xã thuộc huyện Şereflikoçhisar, tỉnh Ankara, Thổ Nhĩ Kỳ. Dân số thời điểm năm 2011 là 71 người.